# Cryptothelea gloverii
Cryptothelea gloverii é uma espécie de mariposa da família Psychidae. Sua distribuição nativa inclui a América do Norte e Central. Cryptothelea gloverii é um artrópode predador e herbívoro dos citros da Flórida.